# Zdrojek szwedzki
Zdrojek szwedzki (Fontinalis dalecarlica Bruch & Schimp.) – gatunek mchu z rodziny zdrojkowatych (Fontinalaceae Schimp.).

## Zagrożenia i ochrona
Gatunek był objęty w Polsce ścisłą ochroną gatunkową w latach 2004–2014. Od 2014 roku znajduje się pod ochroną częściową.